# Винник Володимир Іванович
Володимир Іванович Винник (нар. 25 травня 1967, Львів, УРСР) — радянський та український футболіст, захисник, півзахисник та нападник.

## Життєпис
Народився у Львові, вихованець місцевої «Юності». Дорослу футбольну кар'єру розпочав у 1984 році в складі дубля львівських СКА «Карпат», за які відзначився 1 голом. З 1985 по 1987 рік виступав за львівські аматорські колективи «Автомобіліст», ЛВВПУ та «Зірка». У 1989 році знову виступав у професіональному футболі, зіграв 34 матчі у футболці вінницької «Ниви». Наступного року підсилив інший друголіговий клуб — «Прикарпаття». Потім у складі івано-франківців протягом двох сезонів виступав у Другій нижчій лізі. Після здобуття Україною незалежності продовжив виступи в команді. Команда отримала право стартувати в першому розіграші чемпіонату України серед клубів Вищої ліги, в якій Володимир дебютував 7 березня 1992 року в нічийному (0:0) домашньому поєдинку 1-о туру підгрупи 2 проти луцької «Волині». Винник вийшов на поле 65-й хвилині, замінивши Андрія Шулятицького. Загалом же в чемпіонатах СРСР та України за «Прикарпатті» відіграв 126 матчів та відзначився 2-а голами, ще 1 поєдинок зіграв у кубку України. З 1992 по 1995 рік виступав переважно за нижчоліговий фарм-клуб івано-франківців — «Хутровик» (Тисмениця). За період виступів у клубі з Тисменці пройшов шлях від чемпіонату області до Другої ліги чемпіонату України. На професіональному рівні (друга та третя ліга) в чемпіонатах України відіграв 84 матчі та відзначився 5-а голами, ще 7 поєдинків провів у кубку України.
У 1996 році підписав контракт з владивостоцьким «Променем», за який дебютував 10 квітня 1996 року в програному (0:3) виїзному поєдинку 2-о туру Першої ліги проти раменського «Сатурна». Володимир вийшов на поле на 46-й хвилині, замінивши Михайла Руслякова, проте на 48-й хвилині вже самого Винника замінив Андрій Кулешов. У команді відіграв 3 сезони (перші два — у Першій лізі, а останній — у Другій), за цей час у чемпіонаті Росії зіграв 88 матчів, ще 4 поєдинки провів у кубку Росії. У 1999 році повернувся в Україну, зіграв три матчі в аматорському чемпіонаті країни за надвірнянський «Бескид». У 2000 році перейшов до аматорського «Техно-Центра», наступного сезону разом рогатинський клуб дебютував у Другій лізі. Проте Винник на поле виходив рідко (2 матчі). З 2001 по 2003 рік перебував у заявці клубу на сезон, проте на поле більше не виходив. По завершенні сезону 2002/03 років закінчив футбольну кар'єру.